# Meeuwen
Meeuwen é uma aldeia no município neerlandês de Aalburg, na província de Brabante do Norte com cerca de 710 habitantes (31 de dezembro de 2008, fonte: CBS). Está localizada ao norte do Bergse Maas, entre as aldeias de Eethen e Dussen, na Terra de Heusden e Altena. Meeuwen era um município autônomo em 1923, foi posteriormente acrescentado ao antigo município de Eethen.
O Castelo de Meeuwen, ou 'T huis te Meeuwen, no lado ocidental da aldeia, é o que restou de uma grande fortaleza com uma história marcada por vandalismos, pilhagens, incêndios e luta pela conquista de posições estratégicas nos rios da região durante a Segunda Guerra Mundial.
Em 1360 foi edificada a primeira casa no local pelo arquiteto Jan van Drongelen para o conde da Holanda, senhor deste feudo. Um grande reparo, e provavelmente também um grande canal datam do século XVI ou XV. Diederick van Hemert, prefeito de Heusden, comprou o castelo em 1701. O grande latifundiário Z. Verhagen comprou o feudo juntamente com seus edifícios em 1904, seu filho C. Wildervanck adicionou ao castelo, em 1952, a característica torre do sino. O castelo e todo o terreno em torno ainda é uma propriedade privada e usada como fazenda agrícola. A parede da fachada do castelo em forma de degraus é visível da estrada provincial, que corta a aldeia de Meeuwen.